# Santiago Bernal Gutiérrez
Santiago Bernal Gutiérrez (Santiuste de San Juan Bautista, Segovia, 24 de julio de 1927-Guadalajara, 4 de agosto de 2021) fue un fotógrafo español, integrante del grupo de los fotógrafos sociales, de inspiración netamente humana. Encuadrado en la Escuela de Madrid, en la segunda mitad del siglo XX. Está considerado uno de los fotógrafos españoles más importantes del siglo XX.

## Biografía
Nacido en la población segoviana de Santiuste de San Juan Bautista, en su juventud se estableció en Guadalajara, donde residió el resto de su vida. 
Fotógrafo de formación autodidacta, se integró en el círculo de los fotógrafos sociales o de inspiración humana. Fue presidente de la Agrupación Fotográfica de Guadalajara (1968-2008), desde donde promocionó la fotografía y la docencia entre los jóvenes; y del Club Alcarreño de Montaña, tras el fallecimiento de su creador y primer presidente, Jesús García Perdices. Desde allí se involucró en la tarea de conocer y promover la provincia de Guadalajara.
En la capital alcarreña, colaboró decisivamente en la creación de las Semanas Internacionales de Fotografía, y de la “Abeja de Oro”.
Hermano honorífico de la Cofradía de la Caballada de Atienza, Bernal fotografió durante varios años la fiesta de la Caballada de Atienza, declarada fiesta de interés Turístico Nacional. También participó en otras tradiciones culturales arraigadas en la provincia de Guadalajara, como: la Octava de Valverde, las botargas o las procesiones de Semana Santa.

## Premios
- Medalla de plata del Ayuntamiento de Guadalajara (1995)

## Publicaciones sobre Santiago Bernal
- José Ramón Cancer Matinero, Santiago Bernal, mirada viva, AACHE Ediciones, 2005, 168 pp. ISBN: 84-96236-51-X